# Tabebuia haemantha
Tabebuia haemantha là một loài thực vật có hoa trong họ Chùm ớt. Loài này được (Bertol. ex Spreng.) DC. miêu tả khoa học đầu tiên năm 1845.